# جون إتش أوين
جون إتش أوين (بالإنجليزية: John H. Owen)‏ هو ضابط أمريكي، ولد في 22 يونيو 1922 في سافانا في الولايات المتحدة، وتوفي في 15 فبراير 2011 في غينسفيل في الولايات المتحدة.